# Relé de seguridad
Los relés de seguridad son dispositivos que realizan generalmente funciones de seguridad. Se utiliza el término dispositivo de seguridad como sinónimo de relé de seguridad.

## Historia
Los relés y contactores controlaban las máquinas y las instalaciones en los albores de la tecnología de seguridad. En situaciones peligrosas, simplemente se desconectaba el accionador de la alimentación. Este tipo de sistemas de seguridad podían manipularse en caso de fallo, neutralizándose de este modo la función de seguridad. Estudiando la forma de evitarlo, se diseñaron inicialmente circuitos de relé especiales como, p. ej., una combinación de 3 contactores.

## Descripción
Las funciones de seguridad (p. ej.,la parada de emergencia, la puerta protectora o una supervisión de parada) tienen la finalidad de reducir a una medida aceptable el riesgo de una situación peligrosa mediante recursos adecuados.  Ejemplos de funciones de seguridad de este tipo:
- pulsador de parada de emergencia
- puertas protectoras
- barreras fotoeléctricas de seguridad
- alfombras de seguridad
- mando a dos manos
- retardo temporizado

Permiten a los relés de seguridad supervisar funciones específicas. A través de la conexión con otros relés de seguridad, garantizan la supervisión completa de una máquina o instalación. Cumplen los requisitos de las normas EN 60947-5-1, EN 60204-1 y VDE 0113-1.

## Estructura y funcionamiento
Los relés de seguridad se diferencian principalmente en la estructura tecnológica:
- clásicos, basados en técnica de relés por contacto
- con evaluación electrónica y salidas por contacto libres de potencial
- dispositivos completamente electrónicos con salidas por semiconductor

La estructura de los relés de seguridad debe ser tal que, partiendo de un conexionado correcto, un fallo del propio dispositivo o un fallo externo causado por un sensor o un accionador no pueda provocar la pérdida de la función de seguridad.
Un relé de conmutación normal utiliza una bobina y el movimiento mecánico de los contactos de metal para conectar y desconectar la carga. Después de muchos ciclos de conmutación, los contactos de metal pueden terminar soldándose. Si se ha producido esta situación y el operador acciona el pulsador de parada de emergencia, la máquina seguiría funcionando. La consecuencia sería un estado peligroso para el operador. Por esta razón, muchos estándares y normas de seguridad europeas, americanas, nacionales e internacionales, prohíben el uso de relés y contactores simples en máquinas peligrosas.
La estructura típica de un relé de seguridad de la primera generación se basa en la clásica combinación de 3 contactores. La estructura redundante garantiza que el fallo del conexionado no provocará la pérdida de la función de seguridad. Dos relés (K1, K2) con contactos de guía forzosa proporcionan los contactos de conmutación seguros. De los dos circuitos de entrada CH1 y CH2, cada uno controla uno de los dos relés internos. El circuito se rearma mediante el relé de rearme K3. Entre los puntos de conexión Y1 y Y2 hay otro circuito de supervisión (circuito de realimentación). Esta conexión sirve para controlar y supervisar la posición de los accionadores que se activan o desactivan a través de los contactos de seguridad. El dispositivo está diseñado para detectar fallos en el circuito de entrada como, p. ej., la "soldadura" de un contacto del pulsador de desconexión de emergencia o de un contacto de seguridad del relé de salida. El mecanismo de seguridad evita la nueva conexión del dispositivo y, por tanto, que se active el relé K1 y K2.

## Pies de página
1. 1 2 3  Safety Compendium, capítulo 4 Safe control technology, núm. 115
2. ↑  «Patente». Archivado desde el original el 9 de noviembre de 2013. Consultado el 18 de junio de 2015.
3. ↑  Practical Machinery Safety (Google eBook), David Macdonald, Newnes, 16.07.2004, capítulo 5: Emergency-stop monitoring and the safety relay, núm. 112 et sqq.
4. ↑  Practical Machinery Safety (Google eBook), David Macdonald, Newnes, 16.07.2004, capítulo 5: Emergency-stop monitoring and the safety relay, núm. 113 et sqq.
5. ↑  Safety Compendium, capítulo 4.1, Safety relays núm. 116
6. 1 2  Safety compendium, capítulo 4.1, Safety relays núm. 118
7. ↑  Practical Machinery Safety (Google eBook), David Macdonald, Newnes, 16.07.2004, capítulo 5: Emergency-stop monitoring and the safety relay, núm. 115 et sqq.

- Datos: Q767241